# جيان يي
جيان يي (بالفرنسية: Jean Yip)‏ (و. م) هي سياسية كندية، هي عضوةٌ الحزب الليبرالي الكندي.

## مناصب
تولت منصب عضو مجلس العموم الكندي (منذ 11 ديسمبر 2017).

## التعليم
تعلمت في جامعة تورنتو.